# زنجره‌های شفاف
زنجره‌های شفاف (نام علمی: Cicadinae) نام یک زیرخانواده از تیره زنجره است.